# Saga de Sverre

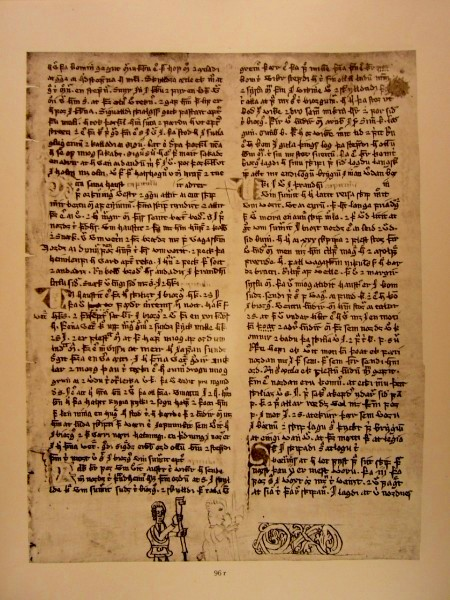
Manuscrito de la Saga de Sverre AM 81 a fol (Universidad de Bergen).

La saga de Sverre o Sverris saga es una de las sagas de los reyes. El protagonismo se centra en la figura del rey Sverre Sigurdsson (r. 1177–1202) de Noruega y es la principal fuente de información de ese periodo de la historia de Noruega. En opinión de Sigurður Nordal es una de las más grandes obras de la literatura islandesa. Como el prólogo indica, la saga en su forma final se compone de más de una parte. El trabajo comenzó en 1185 por Karl Jónsson bajo la supervisión directa del rey, «quien determina lo que debe escribirse» y realmente se escribe con gran maestría; la descripción del rey Sverrir es uno de los más claros y matizados que se encuentra en todas las sagas islandesas.
Sverrir Sigurðarson se crio en las Islas Feroe, recibió una educación y fue ordenado sacerdote. Tenía, según la saga, veinticuatro años cuando descubrió que en realidad era el hijo ilegítimo del rey Sigurður Haraldsson. Tras este descubrimiento, Sverre decidió ir a Noruega, «para ver lo que pasaría». En ocho años venció a todos sus rivales y se convirtió en el único monarca reconocido sobre toda Noruega. Sin embargo, Sverre no disfrutó de paz durante mucho tiempo ya que los opositores constantemente unían sus fuerzas contra él, y él tenía feroces enfrentamientos con la iglesia, lo que comporta la excomunión por el papa en 1198. La saga narra acontecimientos claros desde el punto de vista de Sverrir, por otro lado un apéndice ofrece pasajes de otras fuentes contemporáneas que arrojan luz sobre los mismos acontecimientos desde otra
perspectiva. Entre esas fuentes se encuentran «Discurso contra los obispos» que fue escrito bajo la propia supervisión de Sverrir, Gesta Danorum de Saxo Grammaticus y tres obras históricas escritas en Inglaterra alrededor de 1200.
A resaltar los notables discursos que Sverre lanza a sus hombres, así como descripciones de los sueños de Sverre y las tácticas militares de un pobre sacerdote desconocido de las Islas Feroe en el trono de Noruega. Es la fiabilidad histórica, entre otras cosas, en el hecho de que todos los escritores posteriores de sagas de los reyes noruegos (como Snorri Sturluson y su Heimskringla), concluyen sus historias en 1177, el mismo año que Sverre se convirtió en el líder del pequeño ejército y mal equipado de los birkebeiner y comenzó su campaña por el poder.
No se sabe cuándo se terminó, la saga es contemporánea o casi contemporánea de los hechos que describe. La obra está, evidentemente, escrita por alguien que simpatiza con la causa de Sverre, pero las estrictas exigencias del género garantiza un cierto grado de imparcialidad.

## Autoría y composición
La primera parte distinta de la saga se llama Grýla y describe los hechos hasta después de la primera gran victoria de Sverre en la batalla de Kalvskinnet (1179). La trama central a esta parte es la reivindicación de Sverre de ser el hijo del rey Sigurd II de Noruega y su lucha contra su rival, el pretendiente Magnus Erlingsson. Según el prólogo, Grýla fue escrita por Karl Jónsson del monasterio de Þingeyrar en Islandia. Se sabe que Karl Jónsson visitó Noruega desde 1185 hasta c. 1188. El testimonio de Sverre se supone que sirvió como fuente principal para Grýla y decidió que debía ser escrito. Grýla está escrita en un estilo único que hasta cierto punto, parece estar inspirado por la tradición medieval de la hagiografía.

## Estilo
El estilo y el enfoque de la saga de Sverris es muy distinta de los sinópticos noruegos. En lugar de centrarse estrictamente en la figura del rey y los principales acontecimientos de Estado, la saga Sverris es una biografía detallada y rica con un gran elenco de personajes, escenas elaboradas y diálogos. La saga es particularmente detallada cuando trata los discursos de Sverre, así como sus batallas y estrategia militar.